# Visst finns mirakel
"Visst finns mirakel" är en balladlåt med musik av Robin Abrahamsson, Amir Aly, Bobby Ljunggren och Maciel Numhauser och text av Suzzie Tapper. Suzzie Tapper framförde låten i den svenska Melodifestivalen 2008, där bidraget åkte ut i "andra chansen".
Singeln släpptes den 12 mars 2008, med topplaceringen #13 på den svenska singellistan. Melodin låg även på Svensktoppen i tre veckor under perioden 6-27 april 2008, med placeringarna 7-6-10.

## Låtlista
1. Visst finns mirakel (originalversion)
2. Visst finns mirakel (albumversion)
3. Visst finns mirakel (singbackversion)

### Listplaceringar
| Lista (2008) | Topplacering |
| ------------ | ------------ |
| Sverige      | 13           |